# Aristia (tragico)
Aristia (in greco antico: Ἀριστίας?, Aristías; in latino Aristias; Fliunte, inizio del VI secolo a.C. – dopo il 467 a.C.) è stato un tragediografo greco antico.

## Biografia
Aristia, di Fliunte, fu un poeta tragicoː infatti fu figlio di Pratina di Fliuntee, come il padre, autore soprattutto di drammi satireschi. Inoltre, Aristia è menzionato nella Vita di Sofocle come uno dei poeti con i quali quest'ultimo avrebbe gareggiatoː da altre fonti, poi, è noto che nel 467 a.C. giunse secondo alle Dionisie, portando in scena tragedie composte dal padre, deceduto da poco.
La sua tomba fu vista da Pausania a Fliunte.

## Opere
Tra le opere composte da Aristia e citate dalle fonti sono Anteo, Atalanta, Le Chere, Orfeo, Tantalo e Il Ciclope.